# Perfume Second Tour 2009『直角二等邊三角形TOUR』
是流行電音組合Perfume第四張演唱會DVD/Blu-ray。

## 概要
- DVD/Blu-ray收錄了2009年10月15日/30日在橫濱ARENA進行的演唱會影像。這次巡迴演出时间為2009年8月7日-10月30日，共在全國11個城市舉行了19場公演。
- DISC 1收錄了全場的曲目，DISC 2則收錄了「NIGHT FLIGHT」和「edge (⊿-mix)」两首歌的多角度拍攝版本，以及在10月30日公演前Perfume三人的幕後花絮、服裝介紹和公演後工作人員為三人預備的驚喜等影像。
- DVD在發售首周賣出超過5萬4千張，是繼，演唱會DVD後，連續三張作品登上ORICON的DVD綜合銷售榜首位。這也是自早安少女組。以來，相隔8年半後，再有女性團體的DVD作品連續三張登上ORICON榜首位，是歷史上的第二組[1]。

## 收錄影像

### DISC 1
1. Take off
2. NIGHT FLIGHT
3. エレクトロ・ワールド
4. Dream Fighter
5. love the world
6. Zero Gravity
7. マカロニ
8. SEVENTH HEAVEN
9. Kiss and Music
10. Speed of Sound （非完整版本）
11. edge (⊿-mix)
12. シークレットシークレット
13. コンピューターシティ
14. I still love U
15. ワンルーム・ディスコ
16. セラミックガール
17. ジェニーはご機嫌ななめ
18. チョコレイト･ディスコ
19. ポリリズム
20. Puppy love

ENCORE
1. パーフェクトスター・パーフェクトスタイル
2. Perfume
3. (⊿TOUR Ver.)

### DISC 2
1. NIGHT FLIGHT-マルチアングル-
2. edge(⊿-mix) -マルチアングル-
3. のっちウラ⊿TOUR@横浜アリーナOct.30'09
4. かしゆかウラ⊿TOUR@横浜アリーナOct.30'09
5. あ～ちゃんウラ⊿TOUR@横浜アリーナOct.30'09
6. 衣裳ウラ⊿TOUR@横浜アリーナOct.30'09
7. サプライズ!!